# Lady Lova
Lady Lova (geb. vor 1995 in Bandraboua), auch bekannt als Le Diamant noir, ist eine französische Dancehall- und Hip-Hop-Sängerin.

## Biographie
Lady Lova kam in Bandraboua, einer Ortschaft im Norden des französischen Überseedepartements Mayotte, zur Welt und wuchs in Réunion auf.
Sie begann ihre Karriere in den im Indischen Ozean gelegenen französischsprachigen Gebieten. 2009 wurde einer breiteren Öffentlichkeit bekannt mit dem traditionellen Song „Nitso wendza“ („Ich würde dich lieben“ im mayotte-typischen Shimaore-Dialekt der komorischen Sprache), der 200.000 Aufrufe auf der Plattform YouTube hatte. Ihr Song „Pom Pom Dance“, den sie 2012 gemeinsam mit Houssdjo aufnahm, wurde von der belgischen Plattenfirma GLG Records aufgegriffen und in Dutzende von Dance-Compilations in Belgien, Frankreich und Italien aufgenommen.
Nach einer Zeit, in der sie häufig in den besten Clubs des französischen Festlands und Belgiens auftrat, zog sie ins südostfranzösische Chambéry. Sie nahm gemeinsam mit Colonel Reyel die Single "Prépare" auf, die bis auf Platz 22 in der Top-40-Hits-Clubs-DJ-list stieg. Mit dem Hit "Voulez vous danser" von 2010 erreichte sie überregionale Bekanntheit. Ihren ersten großen Liveauftritt hatte sie 2013 beim Festival de sensibilisation 3 S in Bandraboua.
Ihre Titel "Diamant noir" (2017) und "Mal élevé" (2018, gemeinsam mit T-Matt) hatten jeweils mehr als eine Million Aufrufe auf YouTube. "Come back" (2018) wurde mehr als zwei Millionen Mal angesehen. Im gleichen Jahr nahm sie gemeinsam mit dem Rapper Alrima zu Ehren des „Spiderman von Paris“ den Song "Mamoudou Gassama" auf. Dieses Video wurde mehr als 4,5 Millionen Mal aufgerufen. Auf dem Album Caribbean Monster von Admiral T trat sie als Gastmusikerin mit dem Titel "Millésime" in Erscheinung. 2019 sang sie den Titel "Alewe" gemeinsam mit Chris Grant. 2020 wurde ihr Song "Wine" bei Sony Music France veröffentlicht. Die Kritik zeigte sich begeistert über ihre „rhythmischen und tanzbaren Dancehall-Tunes“, ihre „technisch versierten Flows und autotune-gepitchten Gesangseinlagen“.
In September 2020 präsentierte Lady Lova eine eigene Modelinie unter dem Namen Bad Girl.